# Insolazione (medicina)
L'insolazione, o colpo di sole, è una condizione patologica che si manifesta in seguito ad una prolungata ed eccessiva esposizione del corpo umano ai raggi solari, specialmente quando ciò avviene con la testa scoperta.
Si differenzia dal colpo di calore poiché quest'ultimo può verificarsi anche per esposizione ad altre fonti di calore intenso o in caso di permanenza in ambienti eccessivamente riscaldati.
I sintomi di un'insolazione sono temperatura del corpo molto elevata, pelle disidratata e senza sudorazione, palpebre contratte, viso arrossato, battito cardiaco accelerato, malessere generale, arrossamento delle zone esposte, mal di testa, nausea, febbre, sete, vertigini fino a perdita di conoscenza nei casi più gravi.